# Kurtwood Smith
Kurtwood Larson Smith (ur. 3 lipca 1943 w New Lisbon) – amerykański aktor filmowy, telewizyjny, teatralny i głosowy.

## Życiorys
Urodził się w New Lisbon w Wisconsin jako syn Mabel Annette Lund (z domu Larson) i George’a Smitha. W dzieciństwie przeniósł się z rodzicami do Los Angeles, gdzie w 1961 ukończył Canoga Park High School. Po szkole średniej rozpoczął studia teatralne w College of San Mateo, a następnie w San Jose State University. Uczęszczał również na Santa Clara University w Santa Clara. W 1965 ukończył San Jose State College (obecnie San José State University) z tytułem licencjata, a w 1969 obronił tytuł magistra sztuk pięknych na Uniwersytecie Stanforda.
W 1977 zadebiutował w sztuce Arthura Millera Cena w California Actors Theater w Los Gatos. Karierę aktorską rozpoczął po powrocie do Los Angeles występując w telewizji i w filmie.

## Filmografia
- 2008: Untitled Barry Sonnenfeld TV Pilot – Gene Whitacre
- 2008: Worst Week
- 2007: Supreme Courtships – Sędzia Henry Greenberg
- 2006: Grand Union – Al McBride
- 2006: Wiewiórek (Squirrel Boy) – Pan Johnson (głos)
- 2006: Hard Scrambled – Benno
- 2005: The Trouble with Dee – William Rutherford
- 2005: Peace – Howard
- 2004: Trespassing – Profesor
- 2004: Lonely Place
- 2003: I Love the '70s – jako on sam
- 2003: Battle Force: Andromeda – Kronos (głos)
- 2002: Teddy Bear's Picnic – William Easter
- 2001: Gary & Mike – Oficer Dick (głos)
- 2001: Mroczne przygody Billy’ego i Mandy (The Grim Adventures of Billy & Mandy) – Ojciec Ponurego (głos)
- 1999: Przerwana lekcja muzyki (Girl, interrupted) – Doktor Crumble
- 1998: Dzień Zagłady (Deep Impact) – Otis Hefter
- 1998: Schronienie (Shelter) – Tom Cantrell
- 1998: Wielka blaga (At Bright Shining Lie) – Gen. Westmoreland
- 1997: Prefontaine – Curtis Cunningham
- 1996: Złe i gorsze (Citizen Ruth) – Norman Stoney
- 1996: Czas zabijania (A Time to Kill) – Stump Sisson
- 1995: 500 Nations – głos
- 1995: Last of the Dogmen – szeryf Deegan
- 1995: Liberator 2 (Under Siege 2: Dark Territory) – Gen. Stanley Cooper
- 1995: Za wszelką cenę (To Die For) – Earl Stone
- 1994: Kiedy sprawiedliwość śpi (While Justice Sleeps) – Leonard Rosenglass
- 1994: Dead on Sight – Julian Thompson
- 1993: RoboCop 3 – Clarence Boddicker (materiały archiwalne)
- 1993: Uwięziona Helena (Boxing Helena) – Dr Alan Palmer
- 1993: Na skrzyżowaniu światów (Doorways)
- 1993: Forteca (Fortress) – Dyrektor więzienia
- 1993: Zauroczenie (The Crush) – Cliff Forrester
- 1991: Star Trek VI: Wojna o pokój (Star Trek VI: The Undiscovered Country) – Prezydent Federacji
- 1991: Wewnętrzna sprawa CIA (Company Business) – Elliot Jaffe
- 1991: Oskar (Oscar) – Porucznik Toomey
- 1990: Łatwy szmal (Quick Change) – Lombino
- 1990: 12:01 (12:01 PM) – Myron Castleman
- 1989: Stowarzyszenie Umarłych Poetów (Dead Poets Society) – Mr Perry
- 1989: Samotny w obliczu prawa (True Believer) – Robert Reynard
- 1989: Lata koszmaru (The Nightmare Years) – Dr Josef Goebbels
- 1989: Serce Dixie (Heart of Dixie) – Prof. Flournoy
- 1988: Rambo III – Griggs
- 1987: RoboCop – Clarence Boddicker
- 1987: Shooting "Robocop" – jako on sam
- 1986: Północ-Południe II (North and South, Book II) – Pułk. Hram Berdan
- 1986: Świąteczny prezent (The Christmas Gift) – Jake Richards
- 1985: Apartament zbrodni (Deadly Messages) – Burton
- 1984: Punkt zapłonu – agent Carson
- 1984: Blue Thunder – Bill Spradley (gościnnie)
- 1983: Renegaci (The Renegades) – kapitan Scanlon
- 1983: Pozostać żywym (Staying Alive) – choreograf